# Mary Sophia Allen
Mary Sophia Allen, née le 12 mars 1878 à Cardiff (Royaume-Uni) et morte le 16 décembre 1964 à Croydon (Royaume-Uni), est une militante féministe puis fasciste britannique.
Après avoir été suffragette, elle devient l'une des dirigeantes de l'association de volontaires féminines Women's Police Service (en) (WPS), souhaitant en vain en faire une force auxiliaire de la police britannique. En 1922, elle se présente aux élections pour la Chambre des communes mais n'est pas élue.
Avec le WPS, devenu le Women's Auxiliary Service (WAS), elle s'investit pour mettre fin à la grève générale de 1926. Évoluant ensuite vers le fascisme, elle rencontre de nombreux leaders d'extrême droite et anti-communistes à travers l'Europe, avant de rejoindre publiquement la British Union of Fascists en 1939.
Durant sa retraite, elle se tourne vers la lutte pour les droits des animaux.

## Biographie

### Origine et jeunesse
Mary Sophia Allen naît dans une famille aisée de Cardiff en 1878. Elle est l'une des dix enfants de Thomas Isaac Allen, surintendant principal du Great Western Railway. Elle commence sa scolarité à domicile puis est scolarisée au Princess Helena College (en). Elle quitte le domicile familial à l'âge de trente ans, en 1908, après un désaccord avec son père concernant le droit de vote des femmes (elle n'y retournera qu'à la mort de ce dernier, en décembre 1911).

### Activités suffragistes
Elle rejoint en 1909 le Women's Social and Political Union (WSPU) dirigé par Emmeline Pankhurst, dont l'objectif est l'obtention du droit de vote féminin. Elle dirige la section locale de la WSPU dans le sud-ouest de l'Angleterre, puis en Écosse, à Édimbourg. Elle est emprisonnée trois fois en 1909, pour avoir brisé les fenêtres de clubs masculins. Elle entame deux fois une grève de la faim et sera alimentée de force lors de la seconde, recevant pour cela la médaille de la grève de la faim de la WSPU, célébrant sa vaillance.
Pendant son emprisonnement, elle est occupée avec d'autres détenues à coudre des chemises. Secrètement, elles brodent sur certains pans des vêtements des messages soutenant le droit de vote des femmes.

### Débuts du WPS
Au début de la Première Guerre mondiale, les activités des suffragettes cessent. Comme d'autres organisations, la WSPU soutient l'effort de guerre. Mary Allen rejoint dès 1914 un service de femmes volontaires chargé d'aider les policiers, alors dirigé par Nina Boyle (en). Celle dernière finira par démissionner, pour cause de divergences de fond avec Mary Allen. En 1915, l'organisation est reprise par Margaret Damer Dawson (en) et rebaptisée Women's Police Service (en) (WPS). Mary Allen en devient la numéro deux. Le WPS crée des uniformes pour ses adhérentes et ouvre des écoles de formation à Londres et à Bristol. Les membres du WPS s'occupent principalement des femmes et des enfants. Elles cherchent à les sauver du « vice » et de l'esclavage sexuel. Mary Allen s'installe à Grantham et à Kingston upon Hull, surveillant la morale des femmes vivant à proximité des casernes de l'armée. Elle rejoint ensuite les agents de sécurité d'usines de munitions, qui employaient alors un grand nombre de femmes. À la fin du conflit, elle s'engage contre l'attraction qu'exerce sur les jeunes filles l'uniforme des soldats, connue comme la « khaki fever ». Elle est décorée de l'ordre de l'Empire britannique (OBE) qui récompense son investissement pendant la guerre.

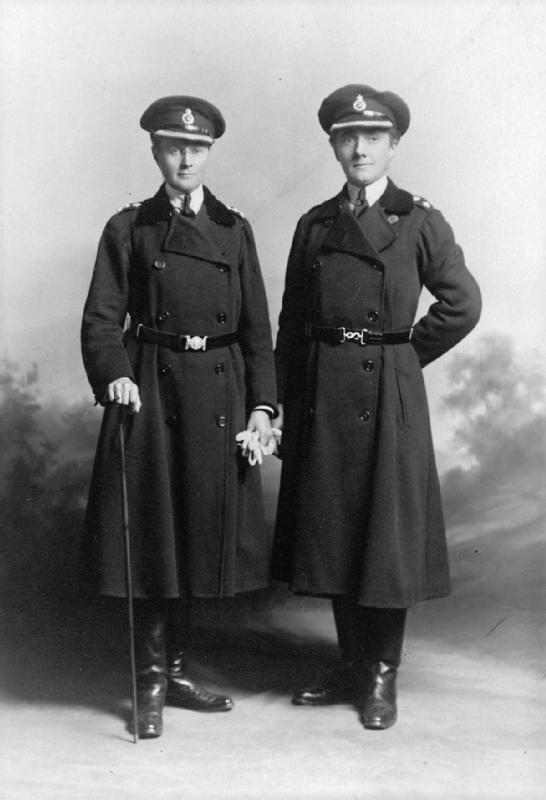
Mary Sophia Allen (à droite) et Margaret Damer Dawson, pendant la Première Guerre mondiale.

C'est à cette période qu'elle adopte une allure et un uniforme militaire.
En 1915, Margaret Damer Dawson rédige un testament faisant de Mary Allen son unique héritière. Lorsqu'elle meurt en 1920, Mary Allen prend la direction du WPS,. Cependant, les autorités dissolvent le WPS, n'en voyant plus l'utilité alors que la guerre est terminée. La police métropolitaine ayant créé sa propre division féminine, elle accuse les membres du WPS de se faire passer pour ses agents. Mary Allen est arrêtée en 1921 pour avoir porté un uniforme de la police métropolitaine. Finalement, ses activités, comme les dossiers qu'elle a montés sur des militantes de gauche, sont jugés inoffensifs. Elle peut donc continuer à s'habiller ainsi. Le WPS change son nom pour Women's Auxiliary Service (WAS).

### Activités politiques
En novembre 1922, Mary Allen se présente aux élections législatives dans la circonscription de Westminster St George's, comme candidate du Parti libéral ; elle n'est pas élue. Pendant la grève générale de 1926, elle s'implique dans l'Organisation pour l'entretien des fournitures et pousse le WPS à s'allier aux groupes ayant pour but de mettre fin à la grève. Elle s'éloigne peu à peu des idées libérales.
Elle assiste à des congrès internationaux de police en Autriche et en Allemagne. Elle se rend également aux Pays-Bas, en Hongrie, en Tchécoslovaquie, en Turquie et au Brésil, où elle donne des conseils sur la formation des femmes policières. Elle part en vacances en Égypte en 1936, continuant de porter son uniforme. Partout où elle va, la plupart de ses interlocuteurs la considèrent comme la cheffe des policières britanniques, comme si elle était chargée d'une mission officielle.
Le Bureau de l'intérieur britannique commence à s'intéresser à ses activités en 1927. Elle devient embarrassante pour le gouvernement, autant parce qu'elle est perçue à l'étranger comme une représentante des autorités britanniques, que parce qu'en Angleterre elle est prise pour une policière officielle. Les archives couvrant la période 1927–1934 révèlent qu'elle conservait des dossiers sur des personnes qu'elle soupçonnait d'activités liées au « vice » et à la prostitution. Elle est également soupçonnée de militantisme fasciste et plusieurs articles sont publiés à son sujet dans les journaux nationaux et des plaintes sont déposés auprès du Bureau de l'Intérieur.
À l'étranger, Mary Allen rencontre un certain nombre de dirigeants fascistes, dont Eoin O'Duffy en Irlande, Franco en Espagne, Mussolini en Italie et Hitler et Göring en Allemagne. Bien que ses liens avec l'Union britannique des fascistes (BUF) d'Oswald Mosley ne deviennent officiels qu'en 1939, elle s'était engagée bien avant dans diverses activités militantes liées à ce parti. Elle fonde la Réserve des femmes en 1933.
En 1934, elle rencontre Adolf Hitler à Berlin, et discute avec lui des femmes policières. Elle est captivée par le Führer et exprime son admiration. En 1939, après avoir officiellement rejoint la BUF, elle écrit de nombreux articles pour ses journaux et se déclare ouvertement fasciste. En vertu de la loi de 1914 sur la défense du royaume (en), une ordonnance de suspension est rendue à son encontre, à propos de ses contacts soupçonnés avec l'Allemagne[réf. nécessaire]. Son domicile est perquisitionné et son internement est envisagé, mais n'a finalement pas lieu. Elle est également soupçonnée de voyager en Allemagne et d'être une espionne nazie, mais cela n'a jamais été prouvé[réf. nécessaire].
Après le déclenchement de la Seconde Guerre mondiale, Mary Allen rejoint le Women’s Voluntary Service (WVS), tout en devenant une oratrice régulière des rassemblements « pour la paix » du BUF. Son engagement nazi lui vaut des articles indignés du Daily Herald, du Daily Mirror et du News Chronicle appelant à son retrait du WVS. À la Chambre des communes, le député travailliste Glenvil Hall se demande si les sympathies fascistes de Mary Allen ne font pas courir un danger à la WVS. Après un examen de ses activités et une étude de sa personnalité et de ses associées, le gouvernement refuse de l'emprisonner en vertu du Defence Regulation 18B, une loi qui permet d'interner les personnes suspectées d'être pro-nazies. Le rapport final est méprisant à son égard, la décrivant comme un « olibrius ... traînant dans un uniforme ridicule ». Finalement, elle est assignée à résidence dans un rayon de cinq miles (environ 8 km) de sa maison de Cornouailles.

### Activités éditoriales
Elle a écrit trois autobiographies : The Pioneer Policewoman (1925), A Woman at the Cross Roads (1934) et Lady in Blue (1936). A Woman at the Cross Roads révèle des aspects de sa vie et de sa philosophie, mais elle reste discrète sur sa vie privée. Elle a rédigé ce livre au moment où elle rencontrait Hitler, et ses opinions politiques y sont clairement exposées : comme le titre l'indique, elle se trouvait à la « croisée des chemins » de son existence, considérant que le fascisme pourrait régler les problèmes du monde. Elle a également écrit de nombreux articles pour des journaux et des magazines ; elle a fondé The Policewomen's Review, publié de 1927 à 1937, auquel elle a contribué de façon importante[réf. nécessaire].

### Après-guerre
Après la Seconde Guerre mondiale, elle continue de militer aux côtés d'Oswald Mosley et d'autres fascistes, comme Norah Elam, qui deviendra une de ses proches amies. Comme elle, Norah Elam avait été suffragette, membre du WSP puis militante des droits des animaux. Anti-vivisectionnistes, les deux femmes sont membres de la London and Provincial Anti-Vivisection Society.
Mary Allen a toujours cultivé un fort intérêt pour la religion, mais sans appartenir à une église particulière. À la fin de sa vie, en 1953, elle se convertit au catholicisme et meurt dans une maison de soins infirmiers à Croydon en 1964, à l'âge de 86 ans.
Sa biographe, Nina Boyd suggère que dans le roman That Hideous Strength de C. S. Lewis, le personnage de « Fairy » Hardcastle, une ex-suffragette devenue directrice de la sécurité d'une organisation tyrannique progressiste, est basé sur Mary Allen.

## Publications
- Allen, Mary S. (1925) The Pioneer Policewoman, London: Chatto & Windus
- Allen, Mary S. and Heyneman, Julie H. (1934) A Woman at the Cross Roads, London: Unicorn Press
- Allen, Mary S. (1936) Lady in Blue, London: Stanley Paul